# ₩
Das Zeichen ₩ (Wonzeichen), ein W mit doppeltem Querstrich
- steht für die Währungseinheiten der Staaten Nord- und Südkorea – den nordkoreanischen Won bzw. den südkoreanischen Won.
- dient auf koreanischen Windows-Computern als Trennzeichen in Pfadangaben.

Es kann in HTML als &#8361; oder über den Unicode-Zeichenwert 20A9 (hexadezimal) oder 8361 (dezimal) eingegeben werden.

## Währungen

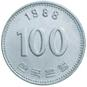
100 südkoreanische Won

Die Verwendung als Währungssymbol zur Angabe eines Geldbetrags in nord- oder südkoreanischen Won hängt vom Kontext ab:
- In englischsprachigem Kontext wird ₩ dem Betrag vorangestellt.
- In koreanischsprachigem Kontext steht normalerweise 원 hinter dem Betrag, was der Reihenfolge bei der Aussprache auf Koreanisch entspricht.
- Auf koreanischen Preisaufklebern steht manchmal beides: ₩ vor und 원 hinter dem Betrag.
- Wenn Rücksicht auf Ausländer genommen werden soll, steht meist ₩, andernfalls eher 원.

Der ISO-4217-Code KRW wird in Korea seltener gebraucht als etwa EUR im deutschsprachigen Raum.

## Informatik
Läuft ein Windows-Betriebssystem unter koreanischer Locale, z. B. auf koreanischen Computern, fungiert ₩ als Trennzeichen von Verzeichnissen in einer Pfadangabe. Ein Pfad, der unter deutscher Locale als C:\WINDOWS\system32\charmap.exe angezeigt wird, sieht nach einem Neustart des Betriebssystems unter koreanischer Locale so aus: C:₩WINDOWS₩system32₩charmap.exe.
Dies liegt an der Ersetzung des umgekehrten Schrägstrichs des ASCII-Zeichensatzes durch das Won-Symbol in den entsprechenden koreanischen Zeichensätzen.
Koreanische Tastaturen ermöglichen sowohl die Eingabe des ₩-Zeichens als auch die des umgekehrten Schrägstrichs.